# NGC 768
NGC 768 في الفهرس العام الجديد، هي مجرة، تقع في كوكبة قيطس. اكتشفت في 2 ديسمبر 1885 بواسطة لويس سويفت.

NGC 768

## روابط خارجية
- NGC 768 على موقع ويكي سكاي: DSS2, SDSS, GALEX, IRAS, Hydrogen α, X-Ray, Astrophoto, Sky Map, Articles and images